# Barbiturat
Barbiturati so derivati barbiturne kisline in ne soli ali estri, kot nakazuje ime. Različni substituenti so vezani na α-ogljik malonske kisline (reakcija, s katero uvedejo substituent na to mesto, se imenuje Knoevenagelova kondenzacija). Barbiturati so več desetletij veljali za glavno skupino uspaval. Prvi derivat barbiturne kisline z uspavalnim delovanjem so sintetizirali že leta 1903. V zadnjem času so jih zaradi številnih neželenih učinkov izpodrinile varnejše učinkovine, na primer benzodiazepini. Danes se še uporabljajo pri izdelavi pufrnih raztopin v biokemiji.

## Delovanje
Barbiturati delujejo na GABAA-receptorje ter preko povečane prepustnosti kloridnih kanalčkov zmanjšajo vzdražnost celične membrane živčnih celic.
Dajejo se lahko tudi kot antagonisti konvulzivno delujočih substanc (DDT, strihnin, aminofenazon ...).
Hitro delujoči barbiturati se v ZDA uporabljajo tudi v mešanicah z drugimi učinkovinami v injekcijah za usmrtitev.

### Slabosti
1. Barbiturati posedujejo zelo ozko terapevtsko širino (razlika med toksičnim in terapevtskim odmerkom), torej zelo hitro pride do preodmerjanja, ki vodi do blokade dihanja.
2. Na voljo ni noben specifičen protistrup, ki bi deloval pri preodmerjanju.
3. Barbiturati povzročijo že po krajšem jemanju telesno in duševno zasvojenost.
4. Pri prenehanju jemanja se lahko pojavi smrtno nevaren odtegnitveni sindrom.
5. Faza REM se v spanju močno skrajša.
6. Spanec se na začetku terapije sicer podaljša, vendar bolnik kmalu razvije toleranco in pri enakih odmerkih zdravilo že po 8-10 dneh več ne deluje.

### Prednosti
Prednosti so nasproti slabostim neznatne, zato se barbiturati dandanes v terapiji več ne uporabljajo.

## Kemija

### Pregled
|  |

Tiobarbiturati (npr. tiopental) vsebujejo na 2. ogljikovem atomu namesto kisika žveplo.
|                    | R1          | R2                      |
| Barbiturna kislina | -H          | -H                      |
| Barbital           | -C2H5       | -C2H5                   |
| Alobarbiton        | -CH2-CH=CH2 | -CH2-CH=CH2             |
| Fenobarbiton       | -C2H5       | -C6H5 (fenil)           |
| Ciklobarbiton      | -C2H5       | -C6H9 (cikloheksenil-1) |
| Amobarbiton        | -C2H5       | -(CH2)2-CH(CH3)2        |
| Pentobarbiton      | -C2H5       | -CH(CH3)-C3H7           |
| Heptabarbiton      | -C2H5       | -C7H11                  |
| Vinilbarbiton      | -CH=CH2     | -CH(CH3)-C3H7           |
| Sekobarbiton       | -CH2-CH=CH2 | -CH(CH3)-C3H7           |
| Butalbiton         | -CH2-CH=CH2 | -CH2-CH(CH3)2           |

S spreminjanjem strukture molekule se spreminja čas, po katerem spanec nastopi in trajanje učinka, sicer pa se sam uspavalni učinek ne spreminja.